# Seis de Mayo
Seis de Mayo är en ort i Mexiko.   Den ligger i kommunen Atzalan och delstaten Veracruz, i den sydöstra delen av landet, 230 km öster om huvudstaden Mexico City. Seis de Mayo ligger 104 meter över havet och antalet invånare är 252.
Terrängen runt Seis de Mayo är platt norrut, men söderut är den kuperad. Runt Seis de Mayo är det ganska tätbefolkat, med 93 invånare per kvadratkilometer. Närmaste större samhälle är Martínez de la Torre, 3,1 km norr om Seis de Mayo. Omgivningarna runt Seis de Mayo är en mosaik av jordbruksmark och naturlig växtlighet.